# Vai lá xoan ngược
Vai lá xoan ngược (danh pháp khoa học: Daphniphyllum calycinum) là một loài thực vật có hoa trong họ Daphniphyllaceae. Loài này được Benth. miêu tả khoa học đầu tiên năm 1861.